# Ривърсайд (Калифорния)
Вижте пояснителната страница за други значения на Ривърсайд.
Ривърсайд (на английски: Riverside) е град в окръг Ривърсайд, щата Калифорния, САЩ, с население около 274 000 души (2002), университетски и научен център. В града се намира Калифорнийският университет в Ривърсайд UCR (University of California, Riverside). В музея към ентомологическия департамент на университета има забележителна колекция от недоразвити насекоми.